# Наращённая шестиугольная призма
Наращённая шестиуго́льная при́зма — один из многогранников Джонсона (J54, по Залгаллеру — П6+М2).
Составлена из 11 граней: 4 правильных треугольников, 5 квадратов и 2 правильных шестиугольников. Каждая шестиугольная грань окружена пятью квадратными и треугольной; среди квадратных граней 3 окружены двумя шестиугольными и двумя квадратными, остальные 2 — двумя шестиугольными, квадратной и треугольной; среди треугольных граней 2 окружены шестиугольной и двумя треугольными, другие 2 — квадратной и двумя треугольными.
Имеет 22 ребра одинаковой длины. 10 рёбер располагаются между шестиугольной и квадратной гранями, 2 ребра — между шестиугольной и треугольной, 4 ребра — между двумя квадратными, 2 ребра — между квадратной и треугольной, остальные 4 — между двумя треугольными.
У наращённой шестиугольной призмы 13 вершин. В 8 вершинах сходятся шестиугольная и две квадратных грани; в 4 вершинах — шестиугольная, квадратная и две треугольных; в 1 вершине — четыре треугольных.
Наращённую шестиугольную призму можно получить из двух многогранников — квадратной пирамиды (J1) и правильной шестиугольной призмы, все рёбра у которых одинаковой длины, — приложив их друг к другу квадратными гранями.

## Метрические характеристики
Если наращённая шестиугольная призма имеет ребро длины {\displaystyle a}, её площадь поверхности и объём выражаются как
{\displaystyle S=\left(5+4{\sqrt {3}}\right)a^{2}\approx 11{,}9282032a^{2},}
{\displaystyle V={\frac {1}{6}}\left({\sqrt {2}}+9{\sqrt {3}}\right)a^{3}\approx 2{,}8337785a^{3}.}

## В координатах
Наращённую шестиугольную призму с длиной ребра {\displaystyle 2} можно расположить в декартовой системе координат так, чтобы её вершины имели координаты
- {\displaystyle \left(\pm 1;\;\pm 1;\;\pm {\sqrt {3}}\right),}
- {\displaystyle \left(\pm 2;\;\pm 1;\;0\right),}
- {\displaystyle \left(0;\;0;\;{\sqrt {2}}+{\sqrt {3}}\right).}

При этом ось симметрии многогранника будет совпадать с осью Oz, а две плоскости симметрии — с плоскостями xOz и yOz.